# Os impair
Les os impairs, contrairement aux os pairs, sont des os présents en un seul exemplaire dans le squelette humain adulte. Les os impairs sont situés en son centre (dans le plan sagittal).
On peut distinguer deux catégories d'os impairs : les os uniques et les os fusionnés.
Les os fusionnés sont d'anciens os pairs ayant fusionné après la naissance et avant l'âge adulte (os frontal, mandibule et sacrum) ou au cours de l'évolution humaine (vertèbres vestigiales du coccyx).
Le vomer, les vertèbres cervicales, thoraciques et lombales sont des os uniques.